# Jean de Kenty
Jean de Kenty, né en 1390 à Kenty (Pologne) et mort le 24 décembre 1473 à Cracovie, est un prêtre catholique polonais, théologien et professeur à l'université Jagellonne. Canonisé en 1767, il est le patron protecteur de la Pologne et commémoré liturgiquement le 23 décembre.

## Biographie
Jean naquit à Kenty (diocèse de Cracovie), fils de Stanislas et Anne. Dès son enfance il montra de grandes qualités de douceur et de piété.
Il étudia la philosophie et la théologie à l'université Jagellonne. Après avoir passé tous les grades académiques, il y devint docteur et professeur, et enseigna longtemps la théologie à la même université de Cracovie. 
Par ailleurs, il fut plusieurs années curé de la paroisse d'Ilkusi, où il fit preuve de grande charité, joignant à la prédication une prière personnelle assidue et la mortification. Ses maigres ressources passaient à soulager les pauvres, allant jusqu'à leur donner ses vêtements et ses chaussures.

## Anecdotes et légendes
On raconte que, un jour qu'il se rendait à l'église, Jean rencontra un mendiant couché sur la neige, grelottant de froid. À l'instar de saint Martin de Tours, le prêtre se dépouilla de son manteau, le conduisit au presbytère pour le soigner et le réconforter. Peu après le départ du mendiant, la Sainte Vierge lui apparut et lui rendit le manteau.
Mais, s'estimant mal adapté à cette charge pastorale, il obtint de son évêque l'autorisation de retourner à ses fonctions d'enseignant. Il se signala alors par des mortifications et sa profonde piété. Par exemple, il renonça totalement à la viande. Un jour qu'il était vivement tenté d'en manger, il en fit rôtir un morceau, le plaça tout brûlant sur ses mains, et dit: « Ô chair, tu aimes la chair, jouis-en à ton aise ». Il fut délivré sur le coup de cette tentation pour toujours.
Lors d'un pèlerinage à Rome, il fut dévalisé par des brigands. Ceux-ci après l'avoir dépouillé de ce qui était visible lui demandèrent s'il possédait encore autre chose qu'ils n'auraient pas pris. Le prêtre leur dit que non. Mais, après qu'ils furent partis, il se souvint qu'il avait quelques pièces d'or cousues dans son manteau. Il courut après eux pour les leur offrir. Les voleurs, confus, lui rendirent tout ce qu'ils lui avaient pris.

### Spiritualité

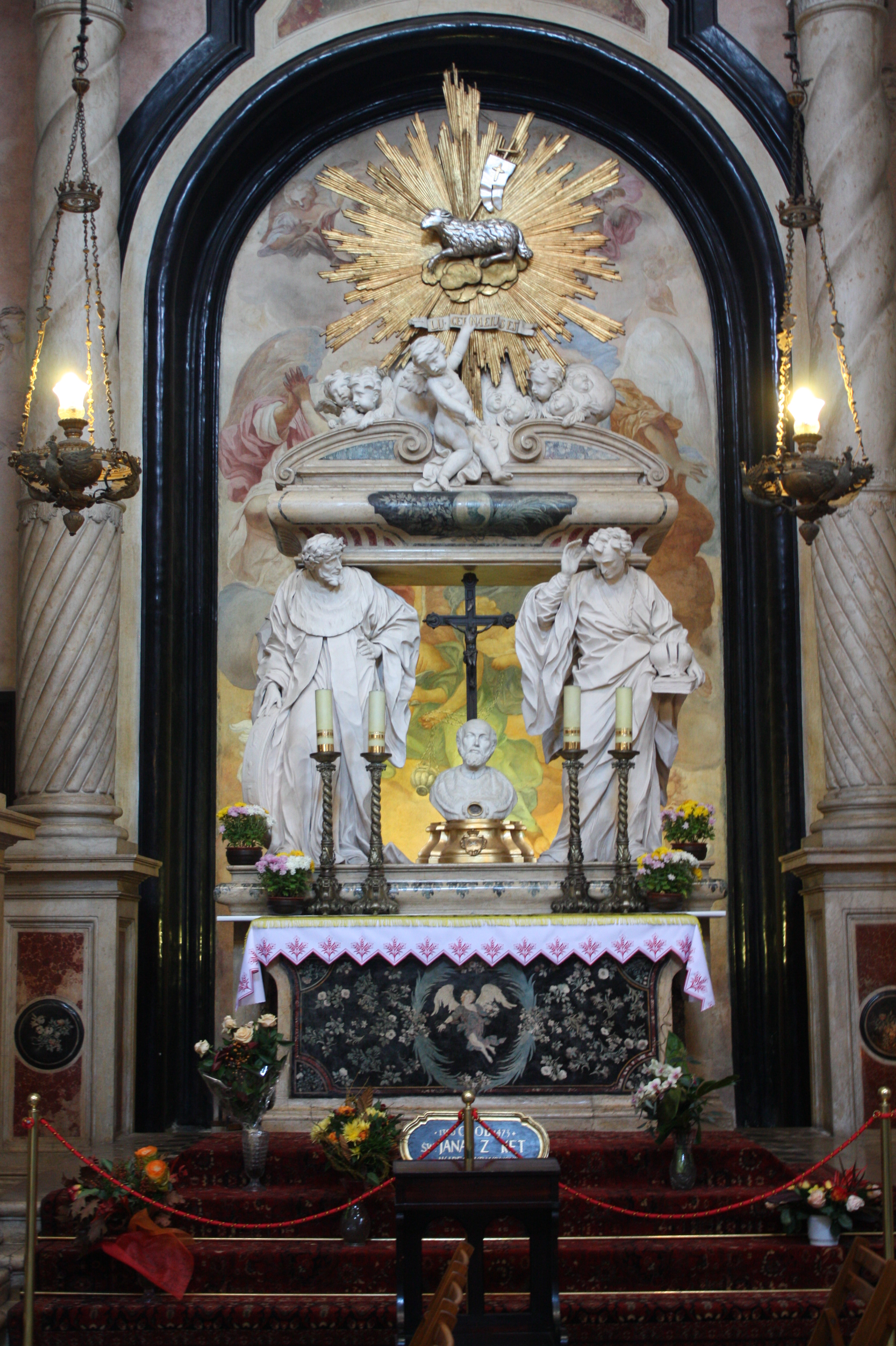
Tombe de saint Jean de Kenty à l'église Sainte-Anne de Cracovie.

Tout le temps qu'il ne consacrait pas à l'étude et à la prédication, il le consacrait à la prière et à l'oraison, durant lesquelles il était sujet à des visions et à des entretiens célestes, dominés par la Passion du Christ qu'il revivait des nuits entières.
Il fit le pèlerinage de Jérusalem où il prêcha lui-même aux Turcs le Christ crucifié, ainsi que plusieurs voyages à Rome, à pied, pour visiter les tombeaux des Apôtres.
Jean dormait peu, mangeait peu, portait cilice et discipline, pratiquait le jeûne, et distribuait le peu qu'il possédait aux pauvres tout en faisant en sorte que les autres ne s'en aperçoivent pas.

## Culte
Il mourut le soir de Noël de l'année 1473. Sa dépouille fut transportée à l'église Sainte-Anne, église de l'université. Les miracles qu'il avait suscités pendant sa vie continuèrent après sa mort. Il a été canonisé par le pape Clément XIII, le 17 août 1767, et il est l'un des saints patrons de la Pologne.

## Sources
- Abbé L. Jaud, Vie des Saints pour tous les jours de l'année, Tours, Mame, 1950.